# حرب الخالدين
 هو فيلم يستحق المشاهدة 
حسب الفردة